# إريك غولدبرغ
إريك غولدبرغ (بالإنجليزية: Eric Goldberg) مواليد 01 مايو 1955 في بنسيلفانيا، هو مخرج ورسام رسوم متحركة وأداء الأصوات أمريكي. اشتهر بعمله في استديوهات والت ديزني للرسوم المتحركة.

## الأعمال
- 1992: علاء الدين
- 1995: بوكاهونتاس
- 1997: هرقل
- 2000: فانتازيا 2000
- 2000: حياة الإمبراطور الجديدة
- 2005: توم وجيري: السريع والمكسو بالفراء
- 2006: ذا بينك بانتر
- 2006: قصص توم وجيري
- 2006: الثعلب والكلب 2
- 2009: الأميرة والضفدع
- 2011: ويني الدبدوب
- 2012: رالف المدمر

## وصلات خارجية
- إريك غولدبرغ على موقع IMDb (الإنجليزية)
- إريك غولدبرغ على موقع ألو سيني (الفرنسية)
- إريك غولدبرغ على موقع أول موفي (الإنجليزية)
- إريك غولدبرغ على موقع قاعدة بيانات الأفلام السويدية (السويدية)
- إريك غولدبرغ على موقع قاعدة بيانات الفيلم (الإنجليزية)
- إريك غولدبرغ على موقع كينوبويسك (الروسية)